# Windermere (lago inglese)
Il lago (di) Windermere (ing. Lake Windermere o Windermere Lake; 14,73 km²) o semplicemente Windermere (denominazione ufficiale) è il più grande lago naturale dell'Inghilterra: si trova nel Lake District National Park (parte del Lake District), nella contea della Cumbria (Inghilterra nord-occidentale). 

È una delle principali mete per le vacanze estive in Inghilterra sin dal 1847.

## Geografia

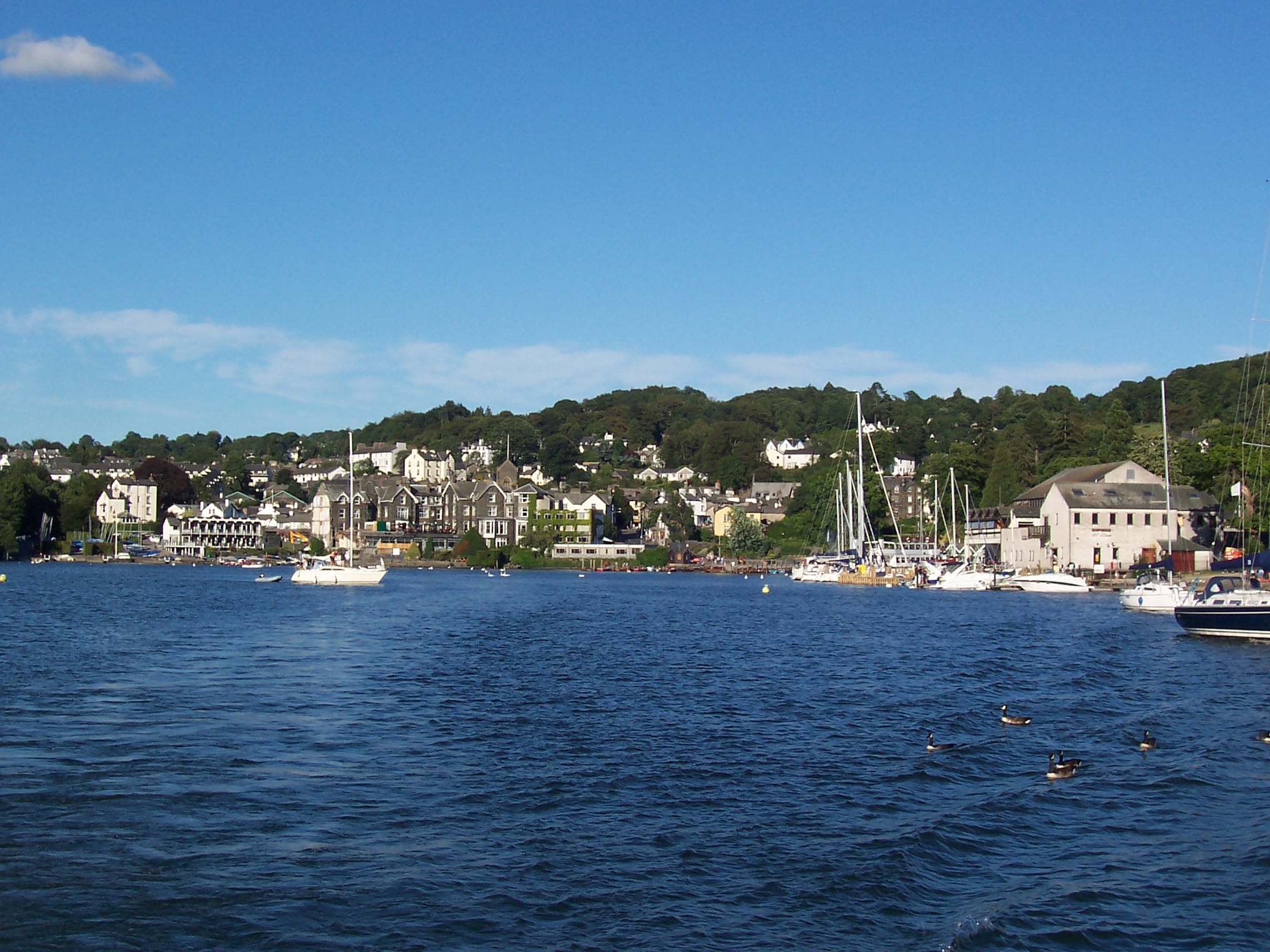
Panorama del Windermere

Le principali località sul lago o nei dintorni del lago sono: Windermere, Bowness-on-Windermere (la località turisticamente più popolare della Cumbria), Ambleside (la località turisticamente più attrezzata) e Newby Bridge. Nel lago si trovano anche 18 isole, la maggiore delle quali è Belle Isle (16 ha).
I suoi immissari sono il Brathay, il Rothay, il Trout Beck e il Cunsey Beck; suo emissario è invece il Leven.

### Collocazione
Il Windermere si trova nella parte meridionale della Cumbria e del Lake District National Park, ad ovest dei Monti Pennini.

### Dimensioni
Il lago, di forma stretta ed allungata, si estende per 16 km in lunghezza, per una superficie di 14,73 km².

## Etimologia
Il nome Windermere deriva dal nome di un capo vichingo, Vinandr, che, unitamente al termine anglosassone mere, "lago", diede origine alle denominazioni  Winander Mere o Winandermere.

## Storia
Storicamente, il lago ha rappresentato un'importante via per il trasporto di materiale pesante.
Per gli antichi Romani, doveva invece rappresentare con tutta probabilità un importante punto strategico, dal momento che sulla sua sponda settentrionale  vi costruirono il Forte di Galava.
Nell'XI secolo, la zona fu colonizzata dai Vichinghi, a cui, come detto, si deve anche il nome del lago.
La zona divenne turistica a partire dal XIX secolo, quando uomini d'affari del Lancashire iniziarono a costruire delle case signorili, poi convertite in hotel.
In seguito venne favorito anche il turismo "di massa", grazie all'introduzione della ferrovia nel 1847, che garantì l'accesso alla zona anche alle classi meno abbienti.

## Turismo

### Trasporti

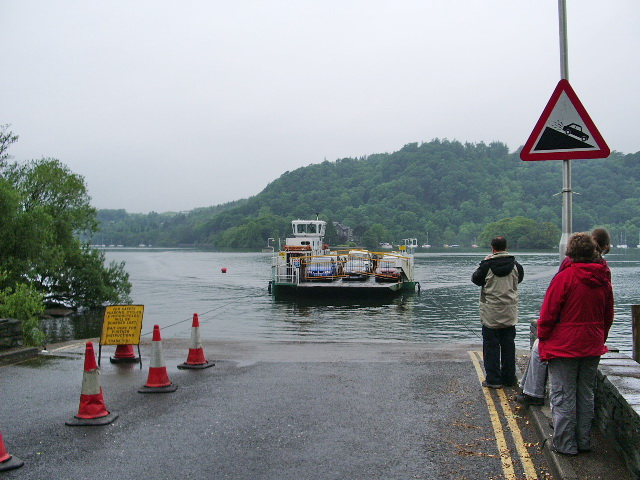
Un traghetto sul Windermere

I trasporti turistici sono favoriti da un servizio regolare di vaporetti e traghetti, che collegano la sponda orientale a quella occidentale e la sponda settentrionale a quella meridionale.

### Da vedere
Lungo il lago, sono da vedere, tra l'altro:
- Brockhole Visitor Centre
- Beatrix Potter Gallery, collezione di manoscritti della scrittrice Beatrix Potter
- Fell Foot Park
- Hill Top, fattoria un tempo abitata dalla scrittrice Beatrix Potter, nei dintorni di Sawrey
- Windermere Steamboat Museum, museo che espone imbarcazioni di epoca vittoriana
- World of Beatrix Potter, museo dedicato ai personaggi e alla vita di Beatrix Potter

## Leggende

### Il mostro del lago
Anche qui come al Loch Ness, si è diffusa la notizia della presenza di una creatura mostruosa nel lago, che, secondo le testimonianze, misurerebbe tra i 15 e i 20 piedi di lunghezza.

## Il lago Windermere nella cultura di massa
- Nella zona attorno al lago Windermere è ambientato il romanzo di Elizabeth George Un castello di inganni (Believing the Lie)[7]
- Alcune scene del film Senza indizio (1988) sono ambientate sul lago di Windermere e nei dintorni.
- È tra gli stage presenti nel primo gioco della serie di videogiochi Tekken.
- La canzone The Lakes, bonus track dell'album Folklore, della famosa cantautrice Taylor Swift fa riferimento a questo lago in alcuni versi[8]